# 대구소년원
대구소년원, 또는 읍내정보통신학교는 비행청소년의 재교육을 위해 대한민국 법무부 범죄예방정책국 산하에 설치된 기관이다. 대구광역시 북구 칠곡중앙대로99길 12에 위치하고 있으며, 소년원장은 서기관으로 보한다.

## 소속기관
- 대구청소년비행예방센터: 대구광역시 동구 동촌로 71